# Церевитинов, Борис Фёдорович
Борис Фёдорович Церевитинов (1904—1979) — советский учёный, профессор. Заслуженный деятель науки и техники РСФСР.

## Биография
Родился в 1904 году в семье преподавателя Императорского Московского технического училища Фёдора Васильевича Церевитинова. 
В 1927 году с отличием окончил биологическое отделение физико-математического факультета МГУ. Студентом принимал активное участие в работе Зоологического музея университета по изучению, сбору и составлению коллекций млекопитающих, птиц и рептилий Закаспийской области, южной части Бухары, Туркмении и Таджикистана. В 1926 году опубликовал свои первые статьи, в которых дал характеристику свойств пушнины.
В 1930—1933 годах преподавал в Высшем педагогическом институте экономики и товароведения, с 1935 года — в Московском институте народного хозяйства имени Г. В. Плеханова (в 1961—1964 годах заведовал кафедрой товароведения промышленных товаров). Кроме этого, в 1934—1952 годах он руководил лабораторией товароведения во ВНИИ охотничьего промысла. В 1967—1979 годах заведовал кафедрой товароведения и технологии животного сырья Московской ветеринарной академии.
Им были предложены оригинальные методы исследования свойств меха, установлены общие закономерности изменения свойств кожного и волосяного покровов по площади шкурок пушнины с определением 9 типов топографических особенностей волосяного покрова, отражающих экологические условия жизни млекопитающих. В 1965 году защитил докторскую диссертацию «Научные основы товароведения пушно-меховых товаров».
Библиография работ Б. Ф. Церевитинова включает свыше 140 работ, в числе которых 17 учебников и учебных пособий; ему было выдано 18 авторских свидетельств на изобретения. 
В декабре 1975 года ему было присвоено почётное звание Заслуженный деятель науки и техники РСФСР.
Скоропостижно скончался в 1979 году в Ташкенте во время командировки. Похоронен в Москве на Введенском кладбище (уч. 22). 